# Zăpodia (gmina Traian)
Zăpodia – wieś w Rumunii, w okręgu Bacău, w gminie Traian. W 2011 roku liczyła 505 mieszkańców.